# دينيس تيلغينكامب
دينيس تيلغينكامب (بالهولندية: Dennis Telgenkamp)‏ (9 مايو 1987 بفيردن في هولندا - ) هو لاعب كرة قدم هولندي في مركز حراسة المرمى. لعب مع نادي إيمن ونادي كامبور وهيراكليس ألميلو.

## وصلات خارجية
- دينيس تيلغينكامب على موقع قاعدة بيانات كرة القدم.إي يو (الإنجليزية)
- دينيس تيلغينكامب على موقع Soccerbase.com (لاعب) (الإنجليزية)
- دينيس تيلغينكامب على موقع Soccerway.com (الإنجليزية)
- دينيس تيلغينكامب على موقع عالم كرة القدم.نت (الإنجليزية)